# Битва під Лачинем
Битва під містом Ленцен — битва між саксонським військом і ратарами, що відбулась 4 вересня 929 року н. е. біля сучасного німецького міста Ленцен (розташоване на кордоні між Мекленбургом та Бранденбургом).
Перемога сакського війська була абсолютною, і ще більше посилила вплив саксів на територіях вздовж Ельби.

## Привід
В серпні 929 ратари знялись із земель, на яких у сучасній Німеччині розташовується Нойбранденбург і Нойштреліц, та розграбували укріплення Вальслебен, що стоїть на річці Ухте (сьогоднішня Саксонія-Ангальт). Воно було прикордонною фортецею і сторожовим пунктом від набігів бодричів та лютичів.

## Реакція
Імператор Генріх І Птахолов відправив військо, що переправилось через Лабу поблизу міста Лучин. За наказом прикордонних графів Бернхарда і Тітмара розпочалась облога слов'янського укріплення Лучин, що був воротами в землі лютичів та бодричів. Після п'ятиденної облоги на допомогу обложеним підійшло слов'янське військо, проте його було розбито (реформована Генріхом армія мала важку кавалерію, на відміну від переважно піших слов'ян). Врешті пало і місто, його розграбували і спалили. Відукунд із монастиря Корвей в своїй праці «Історія саксів» в 973 описував ці події таким чином, ніби доблесне і відважне військо під Божим благословенням розбило нечестивих варварів.